# Sandy Feher
Sandy Feher, nato Sándor Fehér (Budapest, 23 agosto 1943), è un ex calciatore ungherese naturalizzato statunitense, di ruolo portiere.

## Carriera

### Club
Si forma in Ungheria nel Újpesti Dózsa, che lascerà per trasferirsi negli Stati Uniti d'America ove giocherà nei campionati locali statunitensi in forza al New York Hungaria, con cui si aggiudicò la National Challenge Cup nel 1962, pur non giocando la finale.
Partecipò anche alla CONCACAF Champions' Cup 1963, e la sua squadra fu la prima società statunitense ad ottenere un successo in terra messicana, battendo per 3-2 l'Oro. Con i newyorkesi sarà estromesso dal torneo al turno successivo, eliminato dal Guadalajara.
Dal 1965 al 1967 è in forza ai Los Angeles Hungaria.
Nel 1968 viene ingaggiato dagli statunitensi del Houston Stars, impegnati nella neonata North American Soccer League. Con gli Stars, pur non giocando, ottenne il secondo posto della Gulf Division della NASL 1968, non riuscendo ad accedere alla fase finale del torneo.
Nelle due seguenti stagioni gioca nei K.C. Spurs, riserva di Leonel Conde, con cui vince la North American Soccer League 1969.

### Nazionale
Naturalizzato statunitense, Feher giocò due incontri con la nazionale di calcio degli Stati Uniti d'America durante le qualificazioni al campionato mondiale del 1968.

## Statistiche

### Cronologia presenze e reti in Nazionale
| Cronologia completa delle presenze e delle reti in nazionale ― Stati Uniti | Cronologia completa delle presenze e delle reti in nazionale ― Stati Uniti | Cronologia completa delle presenze e delle reti in nazionale ― Stati Uniti | Cronologia completa delle presenze e delle reti in nazionale ― Stati Uniti | Cronologia completa delle presenze e delle reti in nazionale ― Stati Uniti | Cronologia completa delle presenze e delle reti in nazionale ― Stati Uniti | Cronologia completa delle presenze e delle reti in nazionale ― Stati Uniti | Cronologia completa delle presenze e delle reti in nazionale ― Stati Uniti |
| Data                                                                       | Città                                                                      | In casa                                                                    | Risultato                                                                  | Ospiti                                                                     | Competizione                                                               | Reti                                                                       | Note                                                                       |
| -------------------------------------------------------------------------- | -------------------------------------------------------------------------- | -------------------------------------------------------------------------- | -------------------------------------------------------------------------- | -------------------------------------------------------------------------- | -------------------------------------------------------------------------- | -------------------------------------------------------------------------- | -------------------------------------------------------------------------- |
| 27-10-1968                                                                 | Atlanta                                                                    | Stati Uniti                                                                | 1 – 0                                                                      | Canada                                                                     | Qual. Mondiali 1970                                                        | -1                                                                         |                                                                            |
| 2-11-1968                                                                  | Kansas City Spurs                                                          | Stati Uniti                                                                | 6 – 2                                                                      | Bermuda                                                                    | Qual. Mondiali 1970                                                        | -                                                                          | 4’                                                                         |
| Totale                                                                     |                                                                            | Presenze                                                                   | 2                                                                          |                                                                            | Reti                                                                       | -1                                                                         |                                                                            |

## Palmarès
- National Challenge Cup: 1

New York Hungaria: 1962
- North American Soccer League: 1

Kansas City Spurs: 1969